# Воронцово (Угличский район)
Воронцово — деревня в Угличском районе Ярославской области России. 
В рамках организации местного самоуправления входит в Отрадновское сельское поселение, в рамках административно-территориального устройства — в Ординский сельский округ.

## География
Расположена на реке Катка (притоке р. Корожечна), в 24 километрах к западу (по прямой) от центра города Углича.
Через Катку на западе примыкает к селу Ордино, на юге сплошная застройка переходит в деревню Трухино.

## Население
| 2007 | 2010 |
| ---- | ---- |
| 133  | ↘105 |

Согласно результатам переписи 2002 года, в национальной структуре населения русские составляли 98 % от всех жителей.